# Fernanda Pinilla
Fernanda Paz Pinilla Roa (La Florida, 6 de noviembre de 1993) es una física y futbolista chilena. Juega en el Club León de México en la Liga MX Femenil y en la selección chilena.

## Trayectoria
Comenzó su carrera en Universidad Católica, para posteriormente jugar por Audax Italiano, Santiago Morning y Universidad de Chile, donde obtuvo su primer título, cuando el cuadro azul consiguió el Apertura 2016 luego de vencer en la final a Palestino por 2-1. En aquella final, Pinilla convirtió uno de los dos goles. 
En el segundo semestre del 2018 dejó la Universidad de Chile para fichar en el Córdoba de España.  Luego del mundial femenino de 2019, cambió de club, convirtiéndose en refuerzo del Santa Teresa Club Deportivo.
Volvió a Universidad de Chile en 2020, consiguiendo el título de laPrimera División al año siguiente, permaneciendo durante tres temporadas y siendo capitana.  
A inicios de 2024 se suma al Club León de México. 

## Selección nacional
A nivel sub-17, fue parte de la nómina de la selección de Chile en el Campeonato Sudamericano de 2010 disputado en Brasil, donde clasificaron a la Copa Mundial Femenina de Fútbol Sub-17 de dicho año, torneo que Pinilla también disputó.  
Debutó en la selección chilena adulta el 7 de septiembre de 2011 en la victoria por 3-0 ante Argentina.   Pinilla ha estado presente en tres ocasiones en la Copa América Femenina (2014, 2018 y 2025) y además disputó la Copa Mundial Femenina de 2019 y los Juegos Olímpicos de Tokio 2020.  También fue parte de la delegación chilena durante los Juegos Suramericanos de 2014 y los Juegos Panamericanos de 2023, obteniendo medalla de plata en ambas instancias.  

### Partidos internacionales
| Selección chilena | Selección chilena | Selección chilena |
| Año               | Partidos          | Goles             |
| ----------------- | ----------------- | ----------------- |
| 2011              | 2                 | 0                 |
| 2013              | 1                 | 0                 |
| 2014              | 5                 | 0                 |
| 2017              | 4                 | 0                 |
| 2018              | 4                 | 0                 |
| 2019              | 6                 | 0                 |
| 2020              | 1                 | 0                 |
| 2021              | 2                 | 0                 |
| 2022              | 1                 | 0                 |
| 2023              | 10                | 1                 |
| 2024              | 9                 | 1                 |
| 2025              | 6                 | 0                 |
| Total             | 51                | 2                 |

## Vida Personal
Es Licenciada en Física por la Universidad de Chile y realizó un magíster en Física en la misma casa de estudios.
Fue presidenta de la Asociación Nacional de Jugadoras de Fútbol Femenino (ANJUFF) de Chile.
En una entrevista realizada durante el 2018, declaró abiertamente ser lesbiana. El 10 de junio de 2022 contrajo matrimonio con la periodista Grace Lazcano.
En 2019 anunció su inscripción en Convergencia Social, partido integrante del Frente Amplio y Apruebo Dignidad.
En 2022 publicó su autobiografía, Desobediente, a través de la editorial Ediciones B.

## Controversias
En una entrevista al diario La Tercera, el 25 de abril de 2018, confesó que en el pasado le había dicho a su padre que nunca jugaría en Universidad de Chile y que, incluso, se había declarado como "antichuncho". Sin embargo, en 2016 llegó al club y fue parte del equipo que logró su primer título. Dicha entrevista le valió la reprobación de la hinchada azul en redes sociales en su regreso en 2020.
El día de la segunda vuelta de la Elección presidencial de Chile de 2021, Pinilla, en su cuenta de Instagram, apoyó la candidatura de Gabriel Boric y, de paso, rechazó enérgicamente el apoyo que hizo Marcelo Salas al excandidato José Antonio Kast, ganándose el rechazo e insultos de algunos fanáticos azules. Horas después, ofreció disculpas sobre sus dichos en contra de Salas.

## Clubes
| Club                        | País   | Año       |
| --------------------------- | ------ | --------- |
| Universidad Católica        | Chile  | 2009-2011 |
| Audax Italiano              | Chile  | 2012-2014 |
| Santiago Morning            | Chile  | 2015      |
| Universidad de Chile        | Chile  | 2016-2018 |
| Córdoba Club de Fútbol      | España | 2018-2019 |
| Santa Teresa Club Deportivo | España | 2019-2020 |
| Universidad de Chile        | Chile  | 2020-2023 |
| Club León                   | México | 2024-2025 |

## Palmarés
| Título           | Club                 | País  | Año    |
| ---------------- | -------------------- | ----- | ------ |
| Primera División | Universidad de Chile | Chile | A-2016 |
| Primera División | Universidad de Chile | Chile | 2021   |

## Obras
- Desobediente, Ediciones B (2022). ISBN 9789562626224